# Серинет
Серинет — механический музыкальный инструмент, род шарманки, маленький органчик высокого строя, с рукояткой. Служит для приучения птиц к пению мелодий, в особенности для чижиков и канареек. Появился в первой половине XVIII века в Восточной Франции, название происходит от французского serin - канарейка.
Имеет деревянный корпус, как правило, из ореха, обычно с размерами 265 × 200 × 150 мм. Для извлечения звука необходимо поворачивать рукоятку, установленную на передней стенке. Рукоятка надувает меха, подающие воздух в трубы как в органе; также рукоятка с помощью шестерен поворачивает деревянный валик. На валике располагаются латунные штыри и скобы, кодирующие воспроизводимую инструментом мелодию. Над валиком размещена планка с деревянными клавишами, которые присоединены к клапанам посредством вертикальных деревянных стержней. При повороте валика штыри и скобы поднимают клавиши, они открывают клапаны и подают воздух в трубы, расположенные у задней стенки. Для изменения проигрываемой мелодии требуется убрать планку с клавишами и подвинуть валик вправо или влево вдоль его оси. После этого под клавишами окажется другой набор штырей и скоб.
Большинство серинетов имеет один ряд из десяти металлических труб с высотой 2' и играет восемь различных мелодий. Каждая мелодия длится около 20 секунд, обычно, имеет быстрый темп и содержит значительную орнаментику. Мелодии перечислены на бумажной наклейке на внутренней стороне крышки; одна из самых распространенных была «La petite chasse».
Устройство всех серинетов было удивительно схожим; приборы, построенные за сто лет друг от друга разными мастерами, могут иметь сильное сходство. Многие мастера работали в и в окрестностях Мирекур в Лотарингии, Франция.
Звук серинетов похож на флейту-пикколо.